# Live from Earth (álbum)
Live from Earth es el primer álbum en vivo de Pat Benatar y fue lanzado en 1983. También contiene dos canciones de estudio, «Love Is a Battlefield» y «Lipstick Lies», y fueron producidas por Neil Giraldo y Peter Coleman. El álbum alcanzó el #13 en el Billboard's Top 200 y vendió más de un millón de copias.
Un video de concierto en VHS titulado «Pat Benatar in Concert» fue lanzado el mismo año pero tiene un listado de canciones diferente, este fue relanzado en DVD como «Live from New Haven».

## Lista de canciones
1. "Fire and Ice" – 3:46 (Benatar, Tom Kelly, Scott St. Clair Sheets)
2. "Lookin' for a Stranger" – 3:28 (Franne Golde, Peter McIan)
3. "I Want Out" – 4:05 (Giraldo, Billy Steinberg)
4. "We Live for Love" – 3:39 (Giraldo)
5. "Hell Is for Children" – 6:06 (Benatar, Roger Capps, Giraldo)
6. "Hit Me With Your Best Shot" – 3:07 (Eddie Schwartz)
7. "Promises in the Dark" – 5:14 (Benatar, Giraldo)
8. "Heartbreaker" – 4:21 (Geoff Gill, Clint Wade)
9. "Love Is a Battlefield" – 5:25 (Mike Chapman, Holly Knight)
10. "Lipstick Lies" – 3:51 (Giraldo, Myron Grombacher)

## Agrupación
- Pat Benatar – Vocales
- Neil Giraldo – Guitarras
- Charles Giordano – Teclados
- Roger Capps – Bajo
- Myron Grombacher – Percuciones

## Producción
- Producido y mezclado por Neil Giraldo y Peter Coleman
- Ingenieros: Neil Giraldo, Guy Charbonneau
- Ingeniero asistente: Cliff Bonnell
- Dirección: Steve Hall